# Бертеро, Мартина де
Марти́на де Бертеро́, баронесса де Босоле́й и д’Оффенба́х (фр. Martine de Bertereau, baronne de Beausoleil et d'Auffembach; Турень или Берри, ок. 1590 г. — Париж, ок. 1642 г.) — французский минералог.
Вместе со своим супругом (с 1610) Жаном дю Шатле объездила большую часть Европы с целью поиска месторождений полезных ископаемых. Её книги с описанием методов, инструментов и хода практических работ привели к тому, что её имя зачастую связывали с радиэстезией, астрологией и алхимией.
В честь Мартины де Бертеро назван кратер на Венере — «Де Босолей».

## Биография
О происхождении Мартины де Бертеро известно немного. Будучи родом, вероятно, из провинциальной дворянской семьи, она получила редкое для девушек той эпохи образование: изучала французский, латынь и даже была знакома с древнееврейским языком, как показывают её сочинения. Она обучалась естественным наукам с уклоном в химию, механику и минералогию. Астрология также составляла часть её знаний. В ходе многочисленных путешествий в сопровождении мужа, Жана дю Шатле, она пополняла свои лингвистические познания итальянским, испанским, немецким языками и знакомилась с трудом горняков, их рабочими методами и инструментами.
В течение тридцати лет супруги объехали Германию, Венгрию, Италию, Польшу, некоторые страны Центральной Европы, Швецию, Шотландию, Папскую область и занимались исследованием ресурсов недр, разведкой и разработкой месторождений вплоть до Потоси в Перу (сейчас на территории Боливии).
Франция, где месторождения были недостаточно разработаны, и недра мало изучены, разумеется, стала важной частью поля их исследований, и они неоднократно пересекали страну вдоль и поперёк. Первые исследования залежей они провели на юго-западе Франции в начале XVII века.
С 1627 г. разработки в провинциях продолжались по поручению маркиза д’Эффиа, заведовавшего во Франции горным делом. Супруги пересекли весь юг страны, от окрестностей Бордо — через Лангедок — до Прованса, затем отправились в Бретань, продолжая составлять списки потенциальных мест залежей. Вся работа финансировалась самими супругами.
В 1627 году их дом в Морле (Бретань) по приказу прево по фамилии Ла Туш-Гриппе (La Touche-Grippé) подвергся в их отсутствие обыску. Способы и методы, которые супруги использовали в своих исследованиях, навлекли на них подозрение. Обвинённые в магии и колдовстве, они были тем не менее вскоре оправданы. Однако все конфискованные вещи — драгоценности, золото, серебро и другие минералы, бумаги, протоколы, карты местностей — оказались утеряны, о чём Мартина де Бертеро сожалела ещё в 1640 г.
В 1629—1630 гг. они ездили в Венгрию, где Жан дю Шатле продолжал исполнять должность советника и главного комиссара трёх шахт, ранее приобретённую во время предыдущего пребывания в этой стране. Оставив должность старшему сыну, барон де Босолей с женой вернулся во Францию; вместе с ними приехали немецкие рабочие — 50 горняков и 10 литейщиков.
Супруги Босолей продолжили разведку месторождений в различных регионах Франции с расчётом возместить собственные расходы благодаря возможным концессиям. Затраты были значительными, а доходов немного. Они сталкивались с завистью и подозрениями в связи с непривычными методами, граничившими с магией: супруги пользовались загадочным ореховым прутом. Поступления средств от предоставленных королём концессий запаздывали. В нетерпении Мартина де Бертеро в 1632 г. решила обратиться к маркизу д’Эффиа посредством посвящённой ему книги «Véritable déclaration de la descouverte des mines et minières de France». В ней она перечисляла местности, где проводились поиски, и обнаруженные месторождения.
В 1634 г. барону присвоили чин главного инспектора по горному делу, что придало ему официальный статус, но без дополнительных горных концессий, позволявших не разориться. Годы шли, и Мартина де Бертеро намеревалась обратиться с просьбой в более высокие инстанции.

### Книга «Возвращение Плутона» и арест
В 1640 году баронесса де Босолей публикует сочинение, озаглавленное «Возвращение Плутона» (La Restitution de Pluton), которое посвящает кардиналу Ришельё. Оно представляет собой нечто вроде прошения, где она рассказывает свою жизнь и жизнь мужа, посвящённые минералогии и разработке недр. Она подробно описывает свои методы работы, в чём то схожие с астрологией и алхимией, а также инструменты и приспособления, включая «магическую лозу». Она приводит описание всех обследованных регионов (практически, всей Франции), сделанных открытий и посещённых стран, повествует о своих приключениях в Новом Свете.
Её рассказ стал изложением профессиональных взглядов — этаким «символом веры» (profession de foi), отражающим, насколько она верила в то, чем занималась, и все необходимые для подобного предприятия качества. Она выразила желание, чтобы все богатства, скрытые в недрах, открылись королю и его народу. Напомнила и о своих злоключениях в Бретани, прося справедливости. Проявила невероятную смелость и отвагу, связанные с риском потревожить подземных духов, которых, по её утверждению, можно встретить в глубинах земли. И даже углубилась в своём тексте в такие темы, которых вряд ли стоило касаться в ту эпоху, вроде связи небесных тел с 7 металлами.
Неизвестно, прочитал ли кардинал Ришельё это оригинальное сочинение, и что именно было причиной последовавших действий: барон и баронесса де Босолей были арестованы и заключены в тюрьму — Жан дю Шатле в Бастилию, Мартина де Бертеро в донжон Венсенского замка в предместье Парижа. Там они скончались соответственно в 1645 и 1642 годах. Так закончилась во Франции одна из первых попыток разработки залежей полезных ископаемых и их добычи в эпоху Нового времени.

## Произведения
- Veritable declaration faite au roy et a nos seigneurs de son Conseil, des riches, & inestimables thresors, nouvellement descouverts dans le royaume de France. Présentée à Sa Majesté (1632)
- Véritable déclaration de la descouverte des mines et minières de France… (1632)
- La Restitution de Pluton à Mgr l'éminentissime cardinal duc de Richelieu des mines et minières de France… (1640)